# Аджит Сінґх
Аджит Сінґх (*1678—1724) — магарана держави Марвар у 1678—1724 роках (фактично з 1707 року), тривалий час боровся проти імперія Великих Моголів.

## Життєпис
Походив з раджпутського клану Ратхор. Народився вже після смерті батька магараджи Джасвант Сінґха. Втім право на трон також висунув внучатий небіж померлого магараджи — Індра Сінґх, який підкріпив своє прохання до падишаха Ауранґзеба коштами у 3,6 млн рупій. Сам падишах вирішив скористатися з цієї ситуації для захоплення Марвара. Могольські війська увійшли до цієї держави. Самого Аджита доправили разом із матір'ю до Делі. Планувалася виховати його у мусульманському дусі. Проте марварські феодали на чолі із Дургадасом зуміли викрасти Аджита разом із матір'ю й у липні 1679 року прибули до Джодхпура. У відповідь падишах повалив Індра Сінґха, якого напередодні визнав магараджею, й видав сина одного молочара за Аджит Сінґха. Незабаром сам Ауранґзеб рушив до Марвара. Союзником клану Ратхор та Аджита виступив Радж Сінґх, раджа Мевара з огляду на те, що мати Аджита походила з клану Сесодія, до якого належав Радж Сінґх.
В цілому війна на чолі із Дургадасом, а потім безпосередньо Аджит Сінґхом тривала до самої смерті Аурангзеба. Лише у 1707 році новий падишах Бахадур-шах I визнав магараджею Аджита. Водночас Ратхори уклали союз з кланом Качваха. У 1708 році разом із Джай Сінґхом II, магараджею Джайпура, захопив Аджмер. Проте згодом було укладено мир із Великими Моголами.
У 1712 році призначається субадаром (намісником) Гуджарату. У 1713 році падишах Фарук-сіяр надає Аджиту посаду субадара Тхатти, проте той відмовився від субадарства, залишившись в Джодхпурі. При цьому уклав союз із Хусейн Алі Сейїдом та маратхами проти падишаха. У 1715—1716 роках був субадаром Гуджарату. До 1717 році разом із Сесодіями та Качваха контролював більшу частину Раджпутани. Відбив напади могольським військ: спочатку під орудою Саїда Хусейна Алі-хана, а потім — Ірадатманд-хана. 1719 року призначено субадаром Аджмеру. 
У 1721-1722 роках захопив багато парганів до Нарнола та Мевата, що було близько 26 км від Делі, столиці Великих Моголів. У січні 1723 року відмовився залишити Аджмер, знищивши могольську залогу, але у листопаді того ж року зазнав поразки, втративши Аджмер і 13 парганів. Вимушен фактично визнати владу падишаха Мухаммад Шаха, якому відправив сина Абхай Сінґха з подарунками та величезною купою грошей. Тут останній змовився з джайпурським магараджею Джай Сінґхом II і представниками могольського двору. Але у 1724 році змовників випередив інший син Бахт Сінґх, що вбив Аджит Сінґха, проте не зумів посісти трон. Владу захпоив Абхай Сінґх.